# Hyacint (soort)

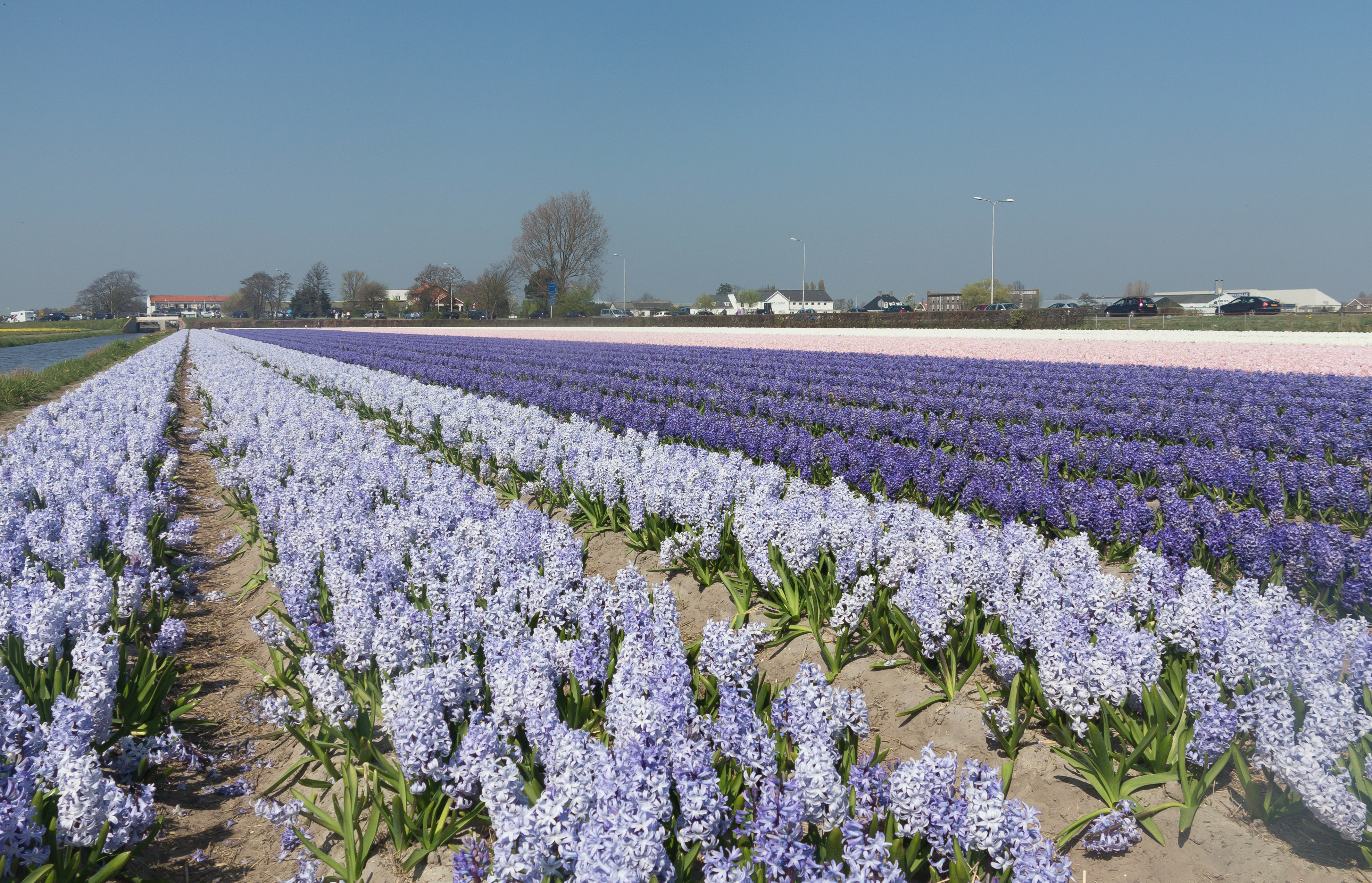
Voorhout, veld met hyacinten

De hyacint (Hyacinthus orientalis) is een bolgewas uit de aspergefamilie (Asparagaceae). De plant is afkomstig uit het oostelijke Middellandse Zeegebied (Midden-Turkije tot Libanon). De soort bloeit in Nederland buiten van maart tot mei. Een enkel bloempje wordt een nagel genoemd.
De bol heeft een doorsnede van 3–7 cm. De langwerpige bladeren zijn 15–35 cm lang en 1–3 cm breed. Ze groeien vanuit een bladrozet aan de voet van de plant. De centrale stengel draagt twee tot vijftig geurende bloemen en wordt 20–45 cm hoog. De bloeiperiode valt vroeg in het voorjaar.

## Kweek
De hyacint heeft een lange geschiedenis als siergewas. De soort werd oorspronkelijk in het Middellandse Zeegebied geteeld, later in Frankrijk. Nu is Nederland een belangrijk centrum van de hyacintenteelt.
Er zijn meer dan tweeduizend cultivars ontwikkeld. De kleuren variëren: wit, blauw, geel, roze, rood en paars. Ook is de selectie er op gericht geweest het aantal bloemen per plant te verhogen van veertig tot honderd bloemen per plant.
De hyacint wordt veel op water in de huiskamer in bloei getrokken. Ook wordt de hyacint wel als snijbloem gebruikt.

## Ziekten
De hyacint kan aangetast worden door geelziek (Xanthomonas hyacinthi), een bacterieziekte. Deze ziekte kan zowel in de bol als op de plant in het veld optreden.